# Prostor-čas
Prôstor-čàs je v Einsteinovi posebni in splošni teoriji relativnosti štirirazsežni prostor, ki ga sestavljajo tri prostorske in ena časovna razsežnost. V prostor-času se dogajajo vsi fizikalni dogodki. Gibanje planetov okrog Sonca se lahko, na primer, opiše s posebno vrsto prostor-časa, kakor tudi širjenje svetlobe okrog vrteče zvezde. Ukrivljenje prostor-časa je glavni dejavnik gravitacije, saj se tkanina prostor-časa upogne somerno z maso telesa, ki se ga »postavi« nanj. Telesa z manjšo maso naredijo manjšo vdolbino v prostor-čas in krožijo po robu vdolbine masivnejših teles.